# Compañía de Sacerdotes de San Sulpicio
La Compañía de Sacerdotes de San Sulpicio (oficialmente en latín: Societas presbyterorum a Sancto Sulpitio) es una sociedad de vida apostólica de la Iglesia católica, de derecho pontificio, fundada por el sacerdote francés Jean-Jacques Olier, en París, el 29 de noviembre de 1641. A los religiosos de esta sociedad se les conoce como sulpicianos y posponen a sus nombres las siglas P.S.S. o S.S.

## Historia

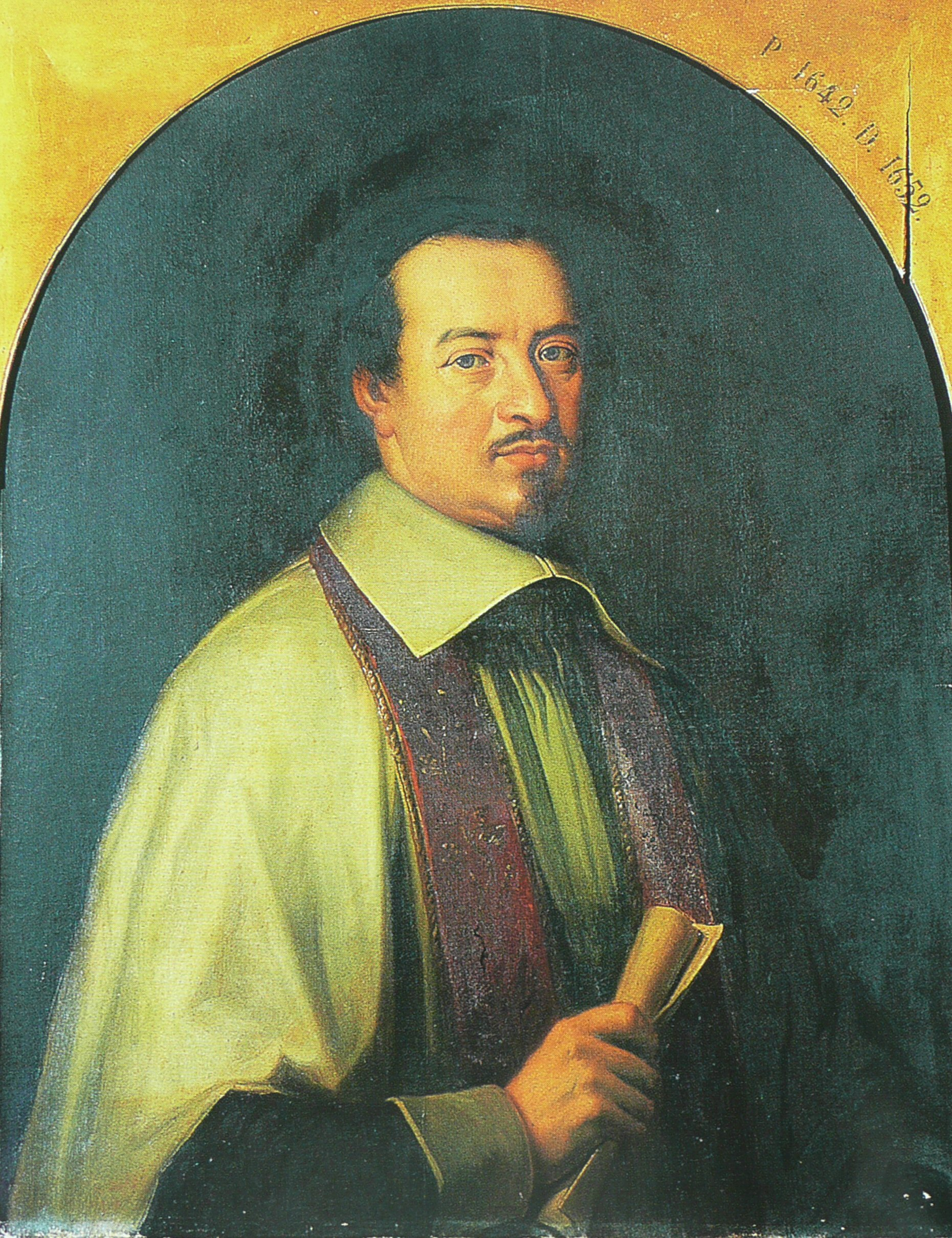
Jean-Jacques Olier (1608-1657), fundador de la compañía.

Jean-Jacques Olier, luego de un periodo de estudios en Roma y Venecia, se hizo sacerdote y se unió a Vicente de Paul en la obra de evangelización de las zonas rurales de Alvernia. Durante el periodo de misión con los vicentinos, Olier se percató de la falta de formación del clero francés, por ello pensó dedicarse por completo a la formación de los candidatos al sacerdocio. Junto a dos compañeros, el 29 de noviembre de 1641, fundó un seminario en Vaugirard (población que hoy hace parte de París), para tal fin.
El 15 de agosto de 1642, Olier fue transferido a París, a la parroquia de San Sulpicio, portando consigo la sede del seminario fundado por él. Por esta razón fueron llamados los Señores de San Sulpicio. Dichos "señores" fueron requeridos para la formación de los seminarios de varias diócesis francesas, Nantes (1649), Viviers (1650), Le Puy (1652) y Clermont (1653). La primera fundación fuera de Francia, se hizo en la colonia de Montreal, Canadá (1657). En principio, los miembros de la compañía no eran más que sacerdotes diocesanos, unidos en común para la formación del mismo clero diocesano, por lo tanto cada sacerdote del seminario de San Sulpicio de París, pertenecía a su diócesis de origen.
Luego de la muerte del fundador (1657), los Sacerdotes de San Sulpicio se encargaron de la formación en los seminarios de Lyon y Limoges. Fue su sucesor como párroco de San Sulpicio, Alexandre Le Ragois de Bretonvilliers, quien dio una organización jurídica a los sacerdotes del seminario, y obtuvo del cardenal Flavio Chigi la aprobación de la compañía, el 3 de agosto de 1664. Ese mismo año obtuvo la aprobación de parte de papa Alejandro VII. El documento de aprobación aún no da nombre a la sociedad y se refiere a ellos como «Sacerdotes seculares donados a Nuestro Señor para servir a su clero». Sus constituciones fueron aprobadas por el rey de Francia en 1713.
Expulsados en tiempos de la Revolución francesa, los sulpicianos para sobrevivir a las supresiones transfirieron la sede general a Baltimore (Estados Unidos), en 1792. Al fin de la era napoleónica los sulpicianos regresaron definitivamente a Francia y reabrieron el seminario de París (1814). La Compañía de San Sulpicio recibió la confirmación de su aprobación civil de parte del rey Luis XVIII (1816) y la pontificia de parte del papa Pío VII (1863). La aprobación definitiva de la Santa Sede la recibió el 8 de julio de 1931.

## Organización

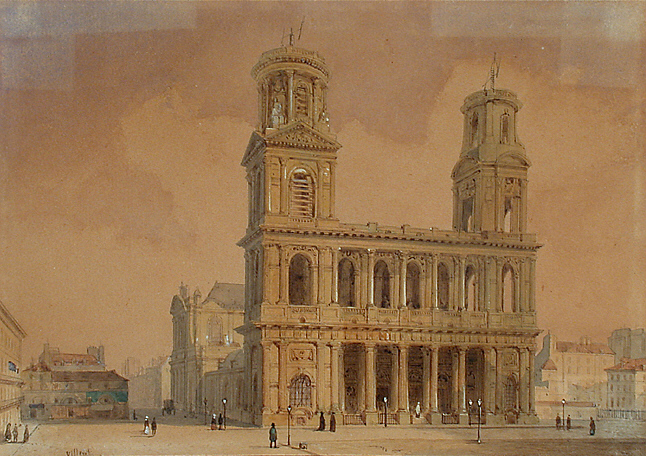
Iglesia de San Sulpicio de París, de donde toma el nombre la compañía.

La Compañía de San Sulpicio es una sociedad de vida apostólica, y como tal sus miembros no hacen votos públicos, salvo la promesa de permanecer en la misma. Los sulpicianos se dedican a la formación del clero, ya sea en seminarios propios o en los seminarios diocesanos.
El gobierno de la sociedad es centralizado en la persona del superior general y su consejo, elegido para un periodo de seis años. En la actualidad el cargo lo ocupa el sacerdote estadounidense Ronald Witherup. El gobierno general tiene por finalidad principal, la orientación y la dirección de la Sociedad por las decisiones y directivas en armonía con su misión y su vocación. Además promueve la cooperación entre las diversas provincias.
En 2015, los sulpicianos eran unos 269 sacerdotes y contaban con 25 casas, repartidas en tres provincias: Canadá (la cual administra las casas de Brasil, Colombia y Japón), Francia (Con presencia en Vietnam) y Estados Unidos (Con presencia en Zambia).